# Daboia deserti
Daboia deserti är en ormart som beskrevs av Anderson 1892. Den ingår i släktet Daboia och familjen huggormar. Inga underarter finns listade i Catalogue of Life.
Arten förekommer vid Atlasbergens sydöstra sluttningar från Algeriet till nordvästra Libyen.